# Agonie de Jésus-Christ au Jardin des Oliviers

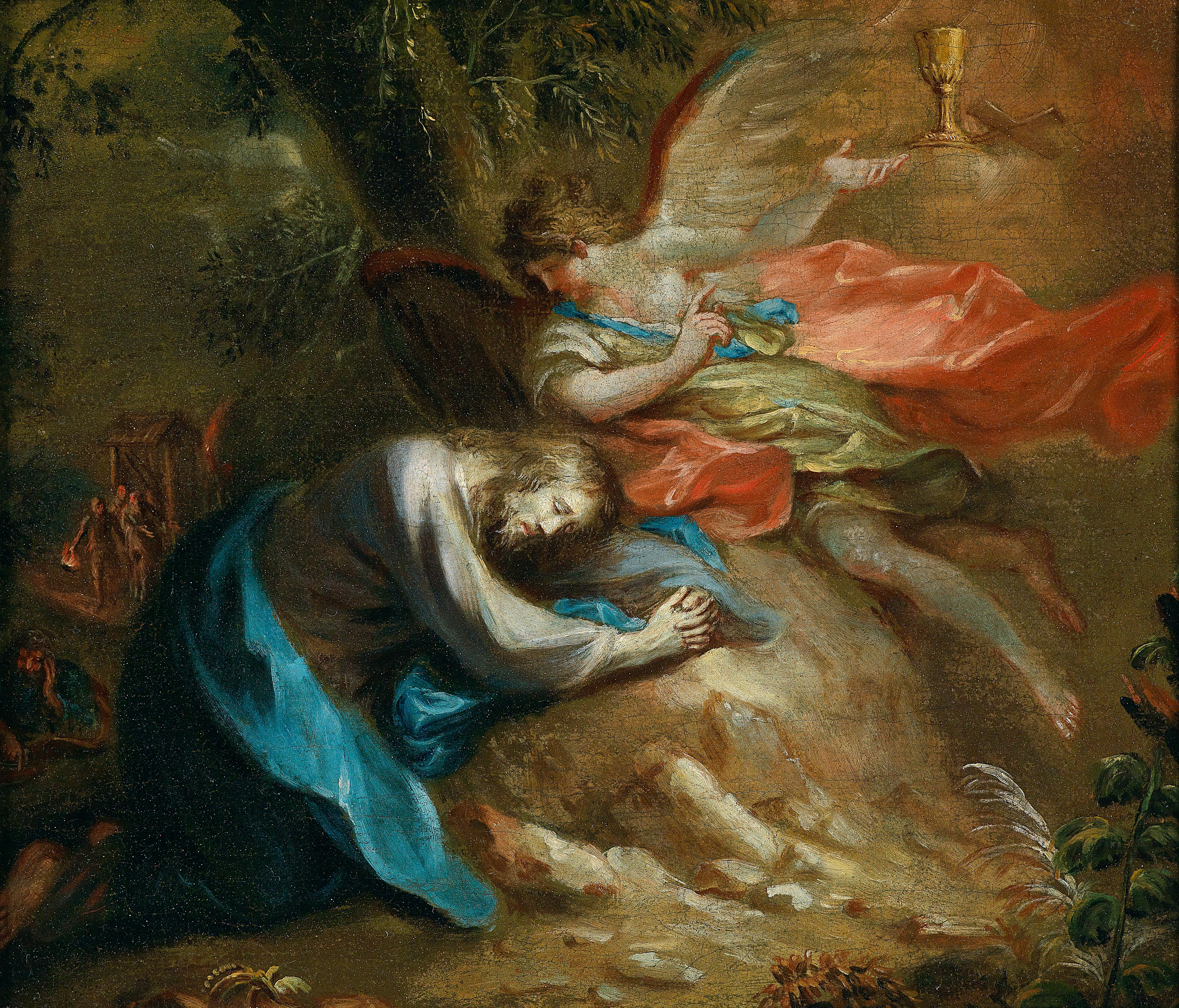
Jésus au Mont des Oliviers, Martin Johann Schmidt (XVIII), collection particulière.

Cet article traite de l'épisode biblique de la Passion de Jésus. Pour le thème artistique correspondant, voir Agonie dans le Jardin des Oliviers
L'Agonie de Jésus-Christ au Jardin des Oliviers, ou à Gethsémani est un épisode de la vie de Jésus-Christ, un événement de sa Passion, placé immédiatement après l'entrée dans Jérusalem, puis la  Cène, et avant son arrestation dans le même jardin à la suite de la dénonciation de Judas. Il s'ensuivra sa Crucifixion.

## Récits bibliques
Les trois Évangélistes synoptiques en font le récit, avec des différences de version : Matthieu 26, 36-44 - Marc 14, 32-40 - Luc 22, 39-46.
Dans l'Évangile selon Jean, l'épisode n'est pas rapporté, et l'on passe du discours après la Cène au déplacement « avec ses disciples de l'autre côté du torrent du Cédron, où se trouvait un jardin » où va se passer son arrestation.

« Alors Jésus parvient avec eux à un domaine appelé Gethsémani et leur dit : « Restez ici, pendant que je m'en vais là-bas pour prier. » »

— Évangile selon Matthieu chapitre 26, verset 36
Jésus prie la nuit dans un jardin du mont des Oliviers à Jérusalem. Il y a emmené trois de ses disciples : Pierre, Jean et Jacques de Zébédée. Ceux-ci s'endorment non loin, quand Jésus prie Dieu le Père, et est en proie à une angoisse qui le fait suer de son sang. Des anges assistent le Christ priant.
On ne confondra pas cette scène avec la suite immédiate de l'arrestation au Jardin des Oliviers, qui comporte une cohorte de soldats romains, guidée par Judas, venue arrêter Jésus.

### Prière de Jésus
Jésus-Christ répète, en prière d'abandon, « Père, si tu le veux, éloigne de moi cette coupe ; cependant, que soit faite non pas ma volonté, mais la tienne. » (dans Bible Segond 1910/Évangile selon Luc 22,42)

## Tradition
L'Église célèbre cet épisode le soir du Jeudi saint.
L'Église catholique a considéré que le reproche de Jésus demande acte de réparation (en) de la part des chrétiens. Cela a donné la dévotion de l'Heure sainte, acte de réparation consigné comme un devoir des chrétiens dans l'encyclique Miserentissimus Redemptor de Pie XI.

### Rosaire

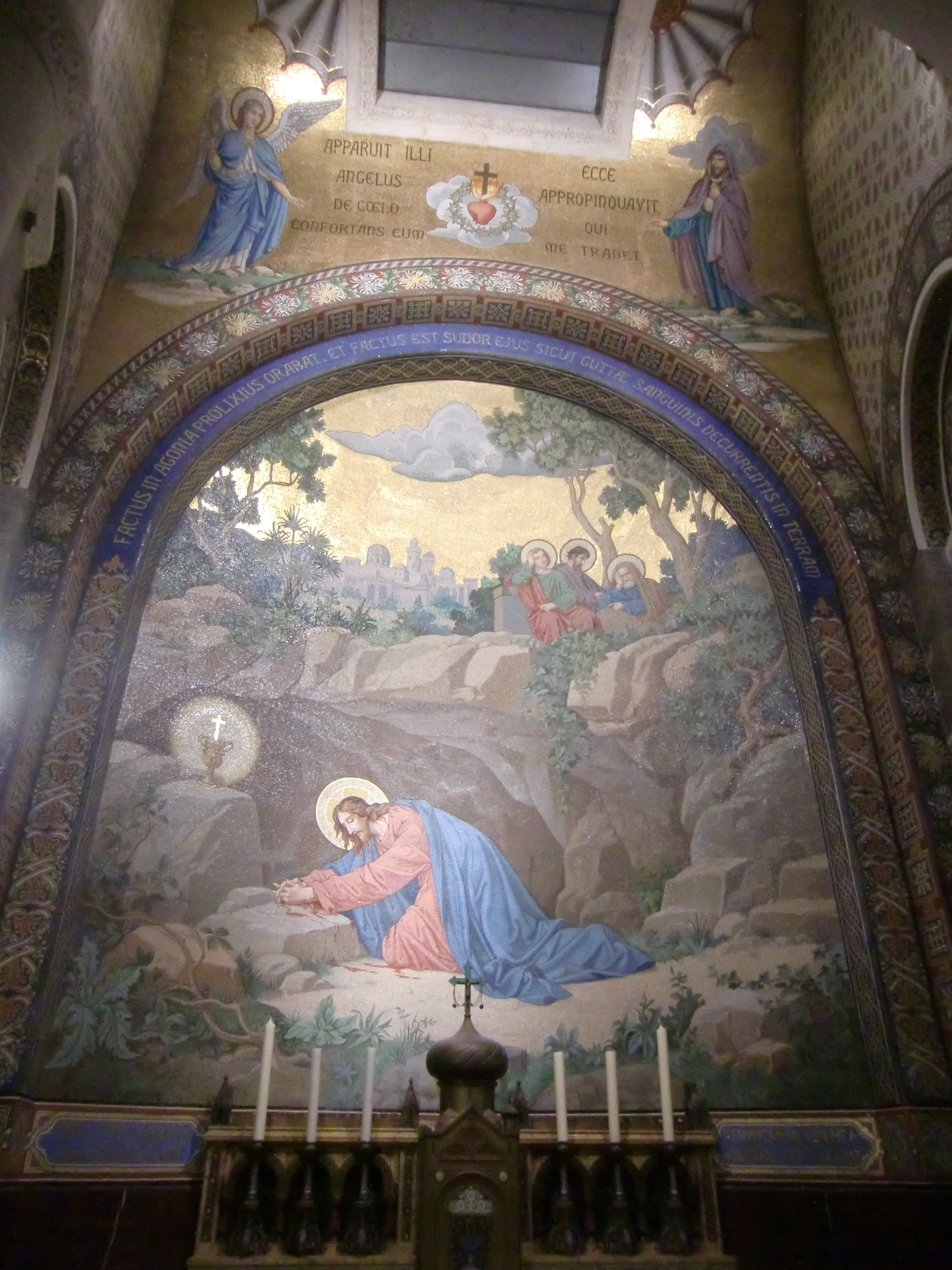
L'Agonie au Mont des Oliviers, mosaïque de M. Grellet (1899), basilique Notre-Dame-du-Rosaire de Lourdes.

Dans la prière du Rosaire, l'Agonie de Jésus-Christ au jardin des oliviers constitue la méditation du premier mystères douloureux.

## Analyses

### Scène d'agonie
Le terme agonie est relatif au sens grec de « dernière lutte de la nature contre la mort », soit le sens qu'en donne le judaïsme de « trépas imminent et d'encouragement au repentir » (ce qui n'a pas de sens ici) soit le « combat de l'âme ».

### Géographie
Le jardin est nommé Gethsémani qui signifie « le pressoir d'olives » en araméen. Selon la tradition, l'église de Toutes-les-Nations renferme le rocher au pied duquel Jésus pria durant son agonie.

### Médecine
Le phénomène de la sueur de sang de Jésus a été analysé en médecine.

## Représentation dans l'art et la littérature

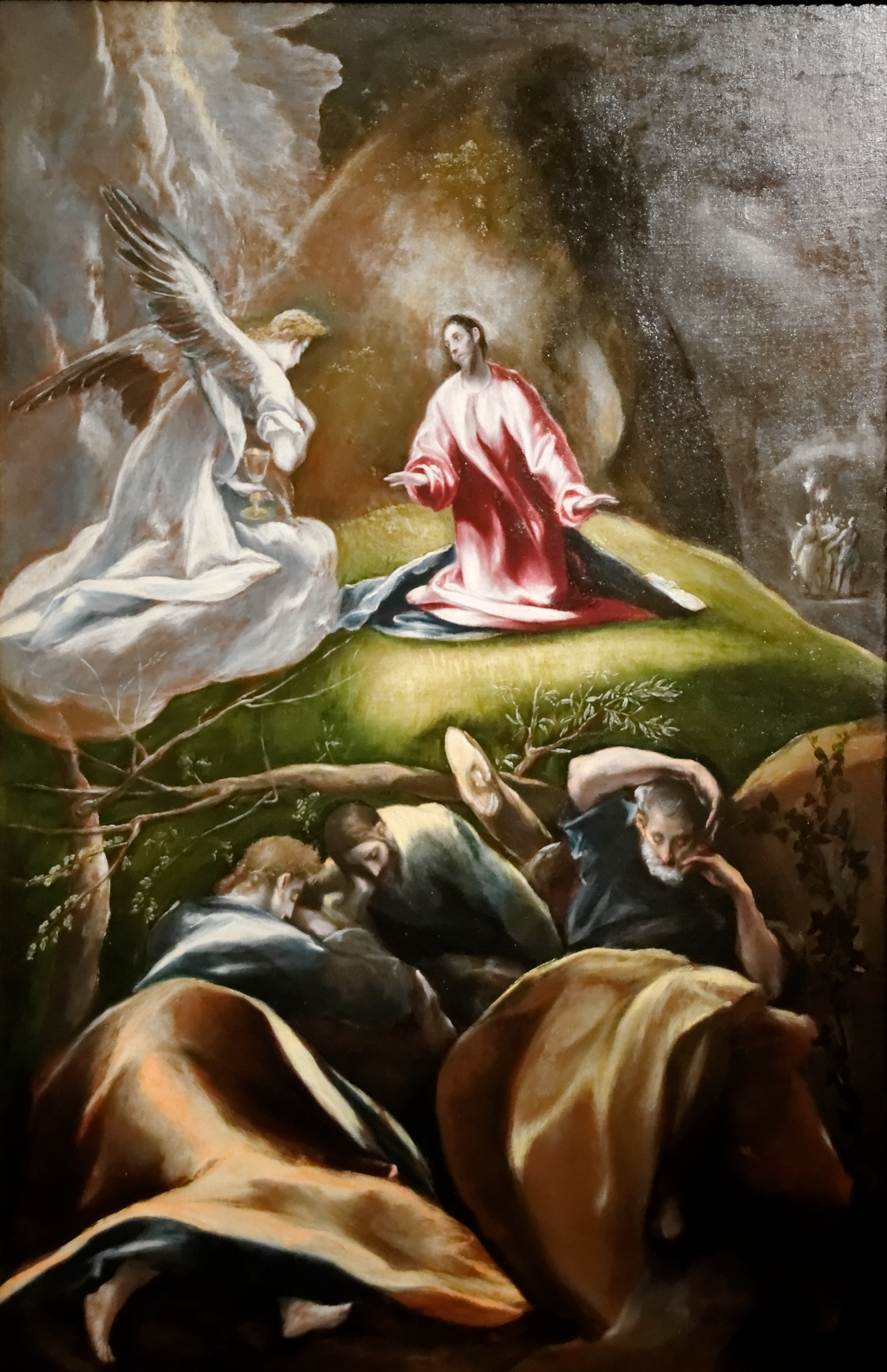
Agonie dans le Jardin (1610-1612), El Greco, musée des Beaux-Arts de Budapest.

### Filmographie
- Silence, de Masahiro Shinoda (1971)
- La Passion du Christ, de Mel Gibson (2004)
- Silence, de Martin Scorsese (2016), remake du film homonyme de 1971

### Littérature
- Alfred de Vigny, « Le Mont des oliviers ».
- Gérard de Nerval, « Le Christ au Mont des oliviers ».